# Пестряк зелёный
Пестряк зелёный, или пестряк благородный, (Gnorimus nobilis) — вид пластинчатоусых жуков. Входит в состав подсемейства Trichiinae, которое иногда также рассматривается в статусе трибы Trichiini в подсемействе бронзовок (Cetoniinae).

## Описание

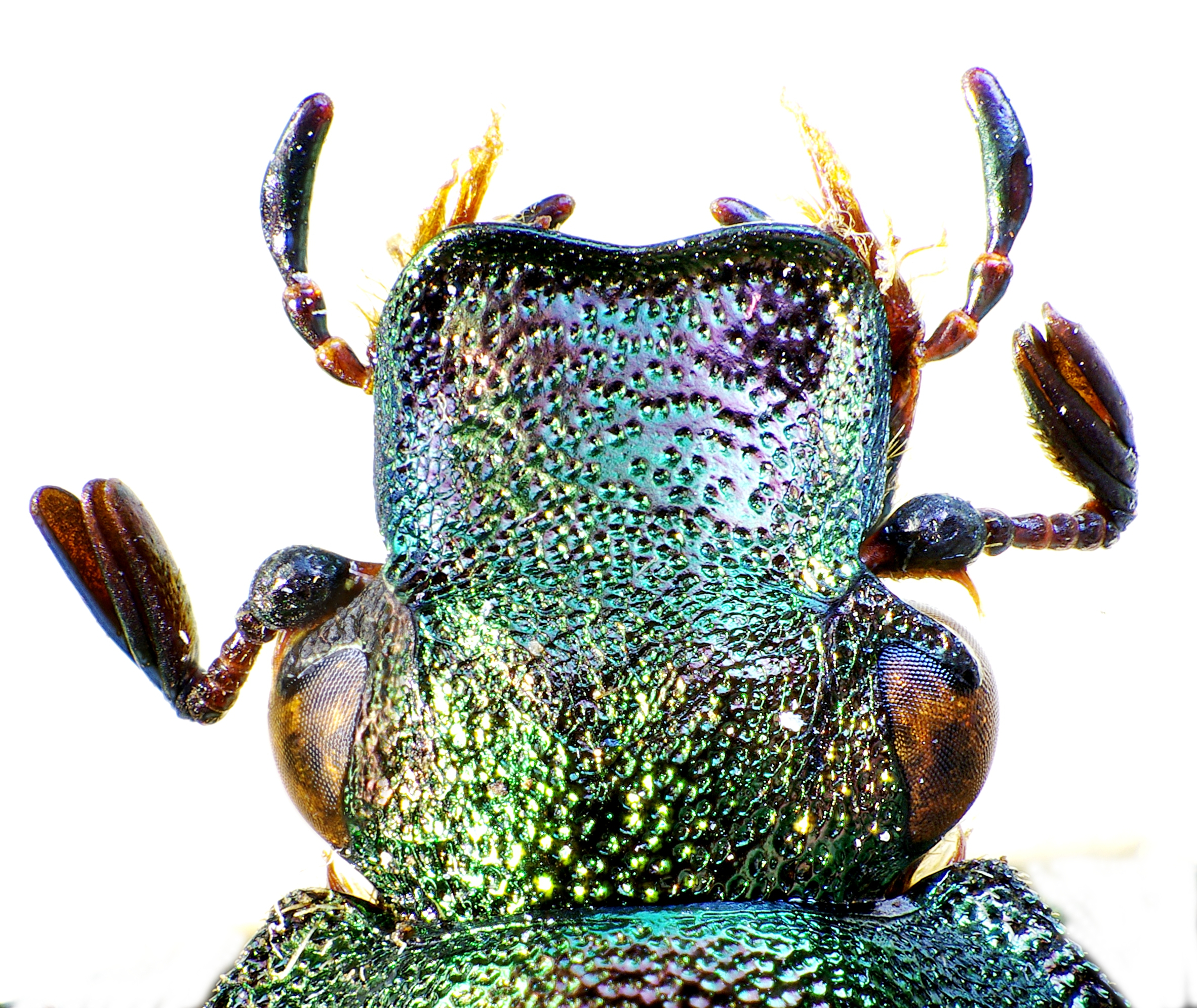
Голова крупным планом

Жук длиной 14—20 мм с относительно суженной назад переднеспинкой и относительно широкими, с закругленными боками надкрыльями. Окраска верхней стороны очень изменчивая: от металлически-синего, зелёного до тёмно-медного цвета. Нижняя сторона от светло-коричневого до чёрного цвета. (К). Переднеспинка без белых пятен либо с 2—4 маленькими белыми пятнышками. Переднеспинка и голова покрыты густыми средней величины точками. Надкрылья покрыты густыми, грубыми морщинками и негустыми, мелкими точками, лишены явственных ребер. Пигидий большой и сильно выпуклый, покрыт мелкими морщинками и точками, мелкими тонкими жёлтыми волосками и белыми пятнами. Пропигидий прикрыт надкрыльями. Грудь покрыта более или менее густыми, светлыми волосками. Брюшко также покрыто более редким и коротким волосяным покровом. Передние голени с 2 зубцами.

## Биология
Жуки встречаются с начала мая до начала июля. На севере ареала встречается как на равнинах, так и в горах. В южной Европе (например, Франции) жуки приурочены преимущественно к горным местностям. Обитают в старых широколиственных, особенно дубовых, лесах. В территории стран СНГ вид встречается изредка, преимущественно на цветах чёрной бузины на лесных полянах. Жуки являются теплолюбивыми дневными насекомыми, активными в теплые солнечные дни. Обычно держатся на лесных полянах, на цветущих кустарниках и высоких травянистых растениях.
Личинка относительно крупная (длиной до 48 мм), с толстым С-образно изогнутым телом. Личинки развиваются в трухлявой древесине старых деревьев — ивы, тополя, дуба, фруктовых деревьев. Генерация, видимо, одногогодичная. Зимуют личинки, окукливание — весной.

## Ареал

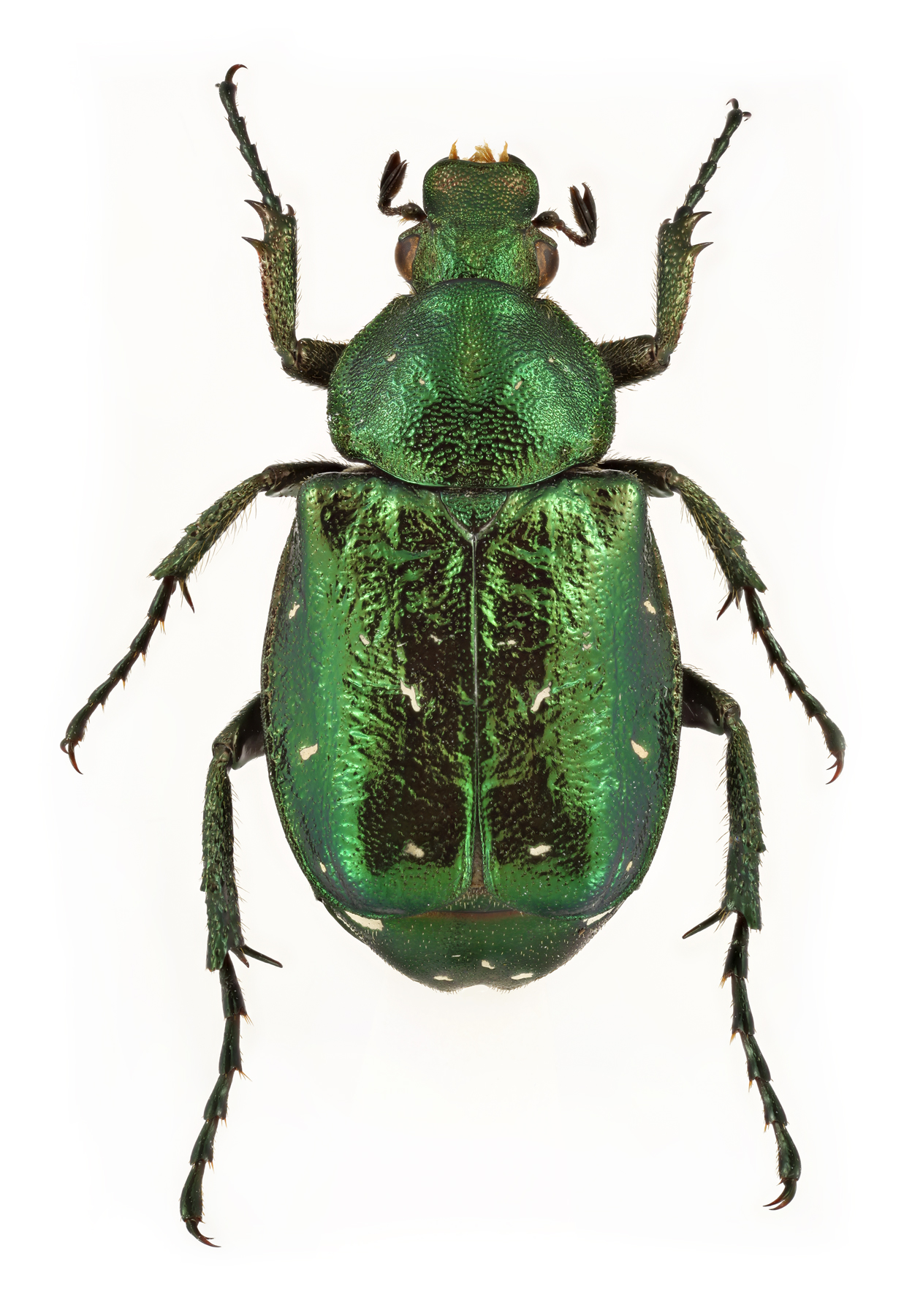
Самка

Южная, Средняя и отчасти (на западе) Северная Европа, Малая Азия. В Европейской части России вид распространён локально, на удалении от основного ареала, идущего к западу от реки Днепр.
Умеренно стенотопный, но локальный вид. Жуки не склонны к разлёту в прилегающие к местам обитания территории.